# Александра Ольша
Александра Ольша (пол. Aleksandra Olsza; нар. 8 грудня 1977) — колишня польська тенісистка.
Найвищу одиночну позицію світового рейтингу — 72 місце досягла 30 вересня 1996, парну — 69 місце — 13 вересня 1999 року.
Здобула 1 одиночний та 5 парних титулів.
Найвищим досягненням на турнірах Великого шолома було 2 коло в одиночному та парному розрядах.
Завершила кар'єру 1999 року.

## Фінали турнірів WTA

### Парний розряд: 3 (3 поразки)
| Легенда          |
| ---------------- |
| Великий шлем (0) |
| Tier I (0)       |
| Tier II (0)      |
| Tier III (1)     |
| Tier IV (2)      |

| Результат | W/L | Дата     | Турнір                     | Покриття  | Партнерка       | Суперниці                               | Рахунок            |
| --------- | --- | -------- | -------------------------- | --------- | --------------- | --------------------------------------- | ------------------ |
| Поразка   | 0–1 | 1995     | Moscow Open, Росія         | Килим (i) | Анна Курникова  | Мередіт Макґрат Лариса Савченко-Нейланд | 0–6, 1–6           |
| Поразка   | 0–2 | Гру 1996 | ASB Classic, Нова Зеландія | Тверде    | Елена Пампулова | Жанетта Гусарова Домінік Монамі         | 2–6, 7–6(7–5), 3–6 |
| Поразка   | 0–3 | Лис 1998 | Pattaya Open, Таїланд      | Тверде    | Хіракі Ріка     | Жулі Алар-Декюжі Ельс Калленс           | 6–3, 2–6, 2–6      |

## Фінали ITF
| турніри $100,000 |
| турніри $75,000  |
| турніри $50,000  |
| турніри $25,000  |
| турніри $10,000  |

### Одиночний розряд: 4 (1–3)
| Результат | Ранг | Дата              | Турнір                        | Покриття | Суперниця              | Рахунок            |
| --------- | ---- | ----------------- | ----------------------------- | -------- | ---------------------- | ------------------ |
| Поразка   | 1.   | 11 квітня 1994    | ITF Супетар, Хорватія         | Ґрунт    | Марія Фернанда Ланда   | 5–7, 6–4, 4–6      |
| Поразка   | 2.   | 7 червня 1997     | ITF Сербітон, Велика Британія | Трава    | Тамарін Танасугарн     | 7–5, 6–7, 0–5 ret. |
| Поразка   | 3.   | 16 листопада 1997 | ITF Маунт-Гамбір, Австралія   | Тверде   | Гіла Розен             | 1–6, 3–6           |
| Перемога  | 4.   | 30 листопада 1997 | ITF Нуріоотпа, Австралія      | Тверде   | Адріана Серра-Дзанетті | 6–1, 6–1           |

### Парний розряд: 10 (5–5)
| Результат | Ранг | Дата              | Турнір                 | Покриття  | Партнерка         | Суперниці                            | Рахунок             |
| --------- | ---- | ----------------- | ---------------------- | --------- | ----------------- | ------------------------------------ | ------------------- |
| Перемога  | 1.   | 17 травня 1993    | ITF Катовиці, Польща   | Ґрунт     | Патрицья Ґайздзик | Мішель Андерсон Катеріна Заяцова     | 6–4, 4–6, 7–6(1)    |
| Перемога  | 2.   | 28 червня 1993    | Супетар, Хорватія      | Ґрунт     | Катажина Малець   | Івона Хорват Тіна Вукасович          | 7–5, 7–6(5)         |
| Перемога  | 3.   | 29 серпня 1993    | Грифіно, Польща        | Ґрунт     | Олена Татаркова   | Моніка Староста Алена Вашкова        | 7–6(4), 4–6, 7–5    |
| Поразка   | 4.   | 13 вересня 1993   | Задар, Хорватія        | Ґрунт     | Алена Вашкова     | Сімона Недоростова Тяша Єзерник      | 6–3, 5–7, 4–6       |
| Перемога  | 5.   | 27 вересня 1993   | Малий Лошинь, Хорватія | Ґрунт     | Гелена Вілдова    | Івона Хорват Тіна Вукасович          | 6–0, 6–7(5), 6–3    |
| Поразка   | 6.   | 25 жовтня 1993    | Юрмала, Латвія         | Тверде    | Мірка Федерер     | Наталія Бондаренко Олена Татаркова   | 6–7, 2–6            |
| Поразка   | 7.   | 26 вересня 1994   | Малий Лошинь, Хорватія | Ґрунт     | Бланка Кумбарова  | Ольга Іванова Наталія Немчинова      | 3–6, 7–6(5), 6–7(5) |
| Поразка   | 8.   | 2 лютого 1997     | Простейов, Чехія       | Килим (i) | Олена Татаркова   | Дениса Крайчовичова Андреа Темешварі | 2–6, 3–6            |
| Поразка   | 9.   | 23 листопада 1997 | Порт-Пірі, Австралія   | Тверде    | Джессіка Стек     | Нанні де Вільєрс Ліза Макші          | 4–6, 3–6            |
| Перемога  | 10.  | 30 березня 1998   | ITF Фінікс, США        | Тверде    | Крістіна Тріска   | Емі Фрейзер Хіракі Ріка              | 6–4, 7–6(5)         |

## Юніорські фінали турнірів Великого шолома

### Одиночний розряд (1–0)
| Рік  | Турнір                    | Покриття | Суперниця          | Рахунок     |
| ---- | ------------------------- | -------- | ------------------ | ----------- |
| 1995 | Вімблдонський турнір 1995 | Трава    | Тамарін Танасугарн | 7–5, 7–6(6) |

### Парний розряд (1–0)
| Рік  | Турнір                    | Покриття | Партнерка | Суперниці                      | Рахунок     |
| ---- | ------------------------- | -------- | --------- | ------------------------------ | ----------- |
| 1995 | Вімблдонський турнір 1995 | Трава    | Кара Блек | Труді Мусгрейв Джоді Річардсон | 6–0, 7–6(5) |